# Henri Ribaut
Henri Ribaut (* 1872; † 14. Februar 1967 in Toulouse) war ein französischer Pharmazeut, Entomologe und Zikaden-Experte. Er war Professor in der Fakultät für Medizin und Pharmakologie der Universität Toulouse.

## Leben
Ribaut sorgte ab den 1920er Jahren für einen Umbruch in der Taxonomie von Zikaden, indem er unter dem Mikroskop feinanatomische Details (auch in ihrer dreidimensionalen Form) zum Beispiel der inneren männlichen Geschlechtsorgane heranzog für die Unterscheidung sonst schwer auseinanderzuhaltender Arten. Zuerst wandte er dies 1936 in seiner Behandlung und Revision der Typhlocybinae (Reihe Faune de France, Band 31) an. 1952 erschien der Folgeband (Cicadellidae bzw. Jassidae, Faune de France 57). Die Bücher setzten auch hinsichtlich der Illustrationen Maßstäbe.
Er befasste sich auch mit biologischer Höhlenforschung.

## Dedikationsnamen
Nach Ribaut sind die Zikaden-Gattungen Ribautodelphax (1963 durch Wilhelm Wagner) und Ribautiana benannt. Im Trivialnamen und im Artepitheton findet sich sein Name bei der Ribaut-Winkerzikade (Acericerus ribauti).

## Schriften
- mit Edmond Dupuy: Cours de pharmacie, 4 Bände, Paris 1902 bis 1904
- Myriapodes, 3 Teile, Paris: A. Schulz 1914
- Homoptères auchénorhynques, 2 Bände, Faune de France, Paris: P. Lechevalier 1936 (Typhlocybinae), 1952 (Jassidae) 
  - ein Ergänzungsband erschien in Paris 1989 von William Della Giustina.[2]